# Paul Graf von Hoensbroech

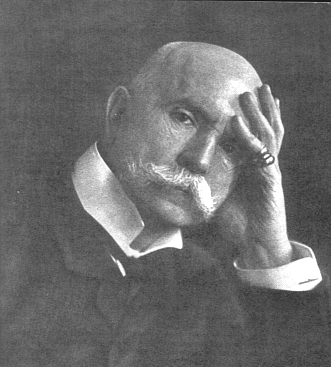
Paul Graf von Hoensbroech

Paul Kajus Graf von Hoensbroech (* 29. Juni 1852 auf Schloss Haag bei Geldern; † 29. August 1923 in Berlin) war ein deutscher Jurist, Philosoph und zeitweilig Jesuit, nach seiner Konversion wurde er Bekämpfer des ultramontanen Katholizismus.

## Früheres Leben
Er war der Sohn von Graf Franz Egon von Hoensbroech (1805–1874) und dessen Gattin Mathilde Franziska, Freiin von Loë (1821–1903). Der Vater, ein großer Freund und Wohltäter der Jesuiten, überließ dem Orden 1872, nach der Vertreibung aus Deutschland, seinen holländischen Landsitz Schloss Bleijenbeek als Asyl.
Hoensbroech kam mit neun Jahren in die Erziehungsanstalt Stella Matutina (Jesuitenkolleg) zu Feldkirch in Vorarlberg, besuchte 1869–1872 die Unter- und Oberprima des Gymnasiums in Mainz unter besonderer Leitung des Bischofs von Mainz, Wilhelm Emanuel Freiherr von Ketteler, der ein Vetter seiner Mutter war. Hoensbroech studierte ein Jahr Philosophie in dem englischen Jesuitenkolleg von Stonyhurst, dann in Deutschland drei Jahre in Bonn und Göttingen Rechtswissenschaft. In Bonn wurde er aktives Mitglied des KStV Arminia und in Göttingen des KStV Winfridia beide im KV. 1875 hatte er sein Studium unterbrochen, er wollte als Novize bei den Jesuiten eintreten. Diese hielten ihn jedoch nicht für geeignet. Nach dem Referendarexamen arbeitete Hoensbroech ein Jahr im preußischen Justizdienst und unternahm Reisen nach England, Frankreich, Portugal, Spanien, Italien und Nordafrika.

## Jesuitenorden
1878 wurde Hoensbroech – wahrscheinlich durch Intervention von Papst Leo XIII. – als Novize in den Jesuitenorden aufgenommen und empfing 1886 vom Bischof von Liverpool in Ditton Hall die Priesterweihe. Sein Arbeitsgebiet war die Kirchengeschichte, besonders die Papstgeschichte. Er sollte die Notwendigkeit des Kirchenstaates für die Freiheit des Papstes beweisen. Gleichzeitig erhielt Hoensbroech den Auftrag, sich in Berlin niederzulassen, um dort den Boden für eine Jesuitenniederlassung vorzubereiten. Er sollte sich an der Universität immatrikulieren lassen und einige Vorlesungen belegen, um den Schein zu erwecken, er halte sich nur zu Studienzwecken in Berlin auf. Im Auftrag seines Ordens studierte Hoensbroech eifrig evangelische Theologie, um sie zu widerlegen. Das führte zu furchtbaren inneren Kämpfen. Im Herbst 1888 trat Hoensbroech in Portico bei Liverpool das Tertiat an, die dritte Probezeit nach Abschluss der Studienjahre. Exerzitien sollten ihm Klarheit über sich selbst geben. Wenn es ihm nicht gelingen sollte, die Glaubenszweifel als Versuchungen zu erkennen und zu überwinden, wollte er Kirche und Orden verlassen. Nach Beendigung des Tertiats kehrte Hoensbroech im Sommer 1890 nach Exaten in Holland zurück in dem Bewusstsein, den Bruch mit dem Orden und der Kirche vollziehen zu müssen.

## Späteres Leben
1892 verließ Hoensbroech den Jesuitenorden, trat 1895 zum Protestantismus über und heiratete im selben Jahr Gertrud Lettgau (1868–1937), deren Vater Geheimer Oberjustizrat und Senatspräsident am Königlichen Kammergericht in Berlin war. Aus der Ehe ging der Sohn Franz (* 1897) hervor. Seine Hoffnungen auf ein Landratsamt ging nicht in Erfüllung. In 1897 wurde Hoensbroech in den Zentralvorstand des „Evangelischen Bundes“ gewählt, dem er eine Zeitlang angehörte. In 1898 leitete Hoensbroech acht Monate lang die „Tägliche Rundschau“ und gab von Oktober 1902 bis März 1907 in Verbindung mit namhaften Männern der Wissenschaft und des Schrifttums die Zeitschrift „Deutschland, Monatsschrift für die gesamte Kultur“ heraus. Er gehörte zu den führenden Mitgliedern des Antiultramontanen Reichsverbandes. 1903 gründete er die Antiultramontane Wahlvereinigung. Sein Buch 14 Jahre Jesuit soll Adolf Harnack „eine kirchengeschichtliche Erscheinung ersten Ranges“ genannt haben.
In späterer Zeit entfernte sich Hoensbroech wieder vom Protestantismus, ohne jedoch auszutreten.
Neben seinem Kampf gegen die Katholische Kirche und den Jesuitenorden zeigte sich Hoensbroech als glühender Nationalist und propagierte während des Krieges von 1914 bis 1918 extreme Kriegsziele. Nach dem Krieg griff er den abgedankten Kaiser Wilhelm II. als Feigling an und rief zum Sturz der Republik auf.

## Zitat
„Es ist eine unbestrittene Wahrheit, daß die Päpste Jahrhunderte lang an der Spitze eines Mord- und Raubsystems gestanden haben, das mehr Menschenleben geschlachtet, als irgend ein Krieg oder eine Seuche "im Namen Gottes und Christi". Der Weg des Papsttums ist ein Weg des Grauens und Entsetzens. Rechts und links ist er eingesäumt von Tausenden von Scheiterhaufen und Tausenden von Blutgerüsten. Prasselnd schlagen die Flammen zum Himmel empor.“

## Publikationen
- Der Kirchenstaat in seiner dogmatischen und historischen Bedeutung (1889)
- Warum sollen die Jesuiten nicht nach Deutschland zurück? (1890)
- Geist des heiligen Franz Xaver (1891)
- Die Preußischen Jahrbücher, Professor Harnack und die Jesuiten (1891)
- Professor Tschackert und die authentischen Gesetze des Jesuitenordens (1891)
- Christ und Widerchrist (1892)
- Moderner Jesuitismus. Walther, Berlin 1893 (Digitalisat)
- Mein Austritt aus dem Jesuitenorden (1893)
- Ultramontane Leistungen (1895)
- Die römische Frage (1895)
- Die deutschen Jesuiten der Gegenwart und der konfessionelle Friede (1896)
- Religion oder Aberglaube (1896)
- Der Ultramontanismus, sein Wesen und seine Bekämpfung (1897)
- Das Papsttum in seiner sozialkulturellen Wirksamkeit (1900–1902)
- Die katholische Kritik über mein Werk (1902)
- Der Zweck heiligt die Mittel', als jesuitischer Grundsatz erwiesen (1904)
- Der Syllabus (1904)
- Moderner Staat und römische Kirche (1906)
- Rom und Zentrum (1907)
- 14 Jahre Jesuit (1909 f./1923), siehe auch Ausg. 1912, 2. Bd. – Internet Archive
- Rom und das Zentrum, zugleich eine Darstellung der politischen Machtansprüche der drei letzten Päpste Pius IX., Leos XIII.und Pius X. (1910)
- Wilhelms II. Abdankung und Flucht. Ein Mahn- und Lehrwort. (1919) 3. Aufl. online – Internet Archive
- Das Wesen des Christentums. Verlag A. W. Zickfeldt, Osterwieck-Harz (1920)
- Der Jesuitenorden, 2 Bände (1926/27)